# NGC 5221
NGC 5221 est une très vaste galaxie spirale située dans la constellation de la Vierge. Sa vitesse par rapport au fond diffus cosmologique est de 7 258 ± 21 km/s, ce qui correspond à une distance de Hubble de 107,1 ± 7,5 Mpc (∼349 millions d'al). NGC 5221 a été découverte par l'astronome germano-britannique William Herschel  en 1784.

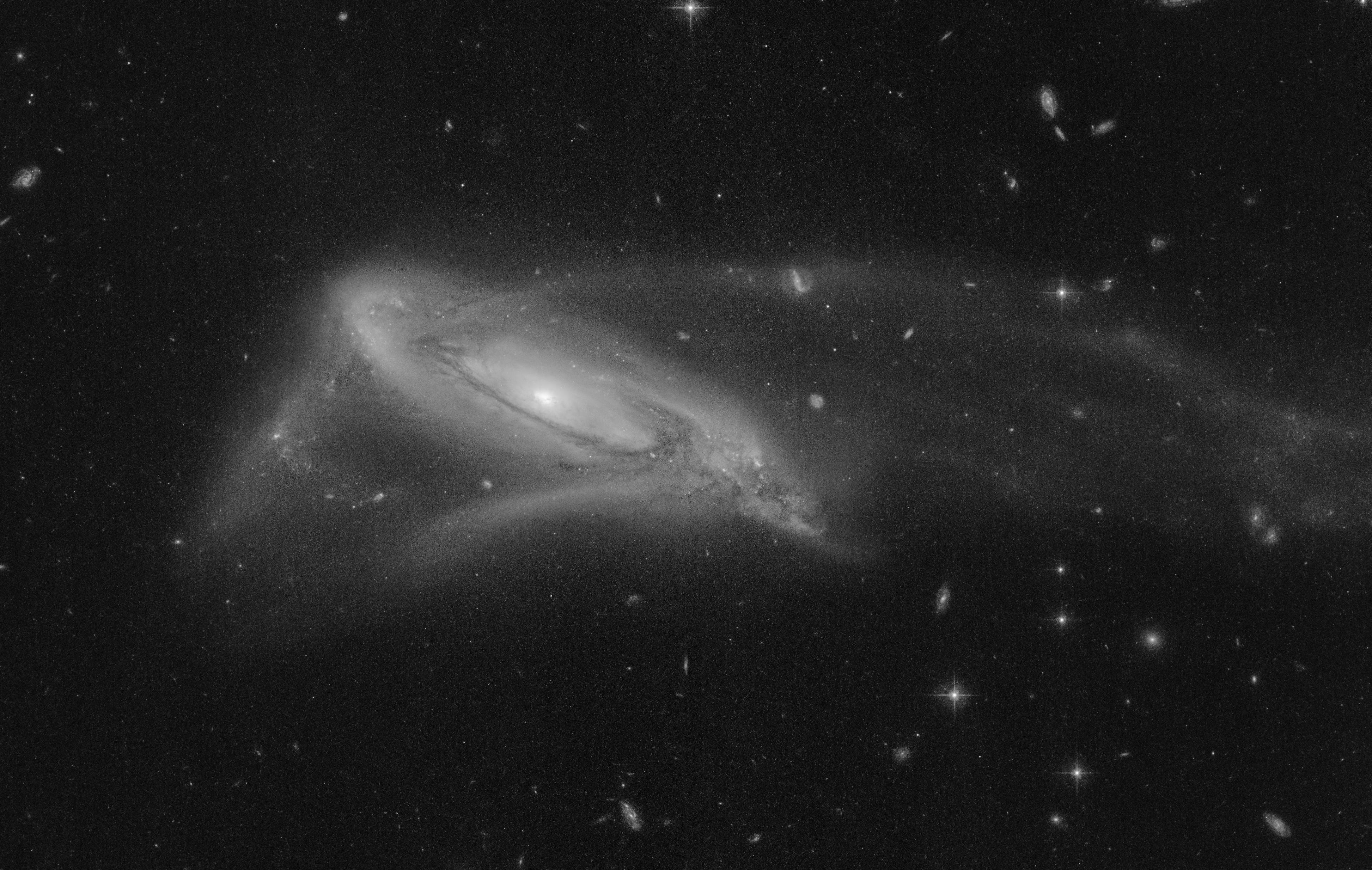
NGC 5221 selon les données du télescope spatial Hubble (traitement des données par Judy Schmidt).

La classe de luminosité de NGC 5221 est II et elle présente une large raie HI.
À ce jour, huit mesures non basées sur le décalage vers le rouge (redshift) donnent une distance de 97,288 ± 4,634 Mpc (∼317 millions d'al), ce qui est à l'intérieur des valeurs de la distance de Hubble. Notons que c'est avec la valeur moyenne des mesures indépendantes, lorsqu'elles existent, que la base de données NASA/IPAC calcule le diamètre d'une galaxie et qu'en conséquence le diamètre de NGC 5221 pourrait être d'environ 93,4 kpc (∼305 000 al) si on utilisait la distance de Hubble pour le calculer.

## Arp 288

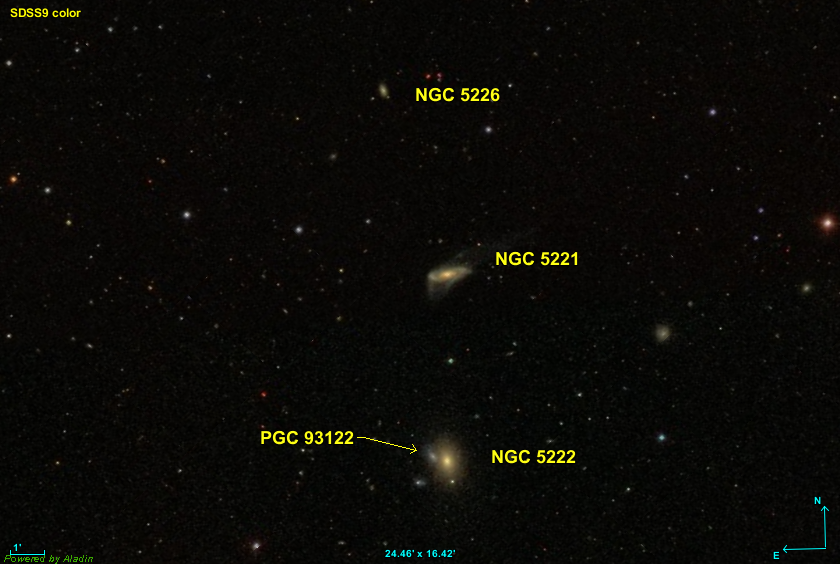
Arp 288, trois ou deux galaxies?

En compagnie de NGC 5222, NGC 5221 forment une paire de galaxies en interaction gravitationnelle qui figure au catalogue de Vorontsov-Velyaminov sous la désignation VV 315. L'image obtenue des données du relevé SDSS montre d'ailleurs une queue de marée partant des bras de NGC 5222 dans les deux directions, comme l'a noté Halton Arp dans son atlas des galaxies particulières. Il n'est cependant pas clair que ce soit seulement ces deux galaxies qui figurent comme la 288e entrée de l'atlas d' Halton Arp. En effet, Arp indique NGC 5221+22+26. NGC 5226 est plus au nord de NGC 5221. Comme Arp a construit son catalogue sur des critères purement morphologiques, ces trois galaxies n'ont pas à faire partie d'un trio interagissant entre elles. La remarque de la queue de marée dans les deux directions et l'inscription NGC 5221+22+26 semblent indiquer que Arp 288 désigne ces trois galaxies. Cependant, aucune des sources consultées ne mentionne NGC 5226 comme faisant partie d'Arp 288. Le professeur Seligman souligne toutefois que la petite galaxie visible à l'est de NGC 5222 est PGC 93122. Située à peu près à la même distance que NGC 5222, elle pourrait être une compagne de cette dernière. D'ailleurs, PGC 93122 figure aussi au catalogue de Vorontsov-Velyaminov sous la cote VV 315.

## Groupe de NGC 5230
Selon Abraham Mahtessian, NGC 5221 est membre d'un trio de galaxies, le groupe de NGC 5230, la galaxie la plus brillante des trois. L'autre galaxies du trio est NGC 5222.
La distance de Hubble de PGC 93122, voisine de NGC 5222, est égale à 104,84 ± 7,35 Mpc (∼342 millions d'al). Quant à la galaxie NGC 5222, elle est à une distance de 104,54 ± 7,32 Mpc (∼341 millions d'al). Ces deux galaxies forment donc un couple de galaxies et, en conséquence, il faut ajouter PGC 93122 au groupe de NGC 5230.